# Francisco José Carrasco Hidalgo
Francisco José Carrasco Hidalgo, conegut com a "Lobo" Carrasco, (Alcoi, 6 de març de 1959) és un exjugador i exentrenador de futbol valencià, que ha passat la major part de la seva vida esportiva a les files del Futbol Club Barcelona. Com a jugador, va ser internacional amb la selecció espanyola.

## Futbolista
Carrasco va debutar amb el primer equip del FC Barcelona el dia 4 d'abril de 1979 i va jugar-hi fins al 1989. Després va estar un parell de temporades amb l'FC Sochaux i uns mesos amb la UE Figueres. Jugava de davanter, generalment d'extrem. Destacava pel seu regat, la seva velocitat i la seva creativitat. És memorable el partit que va fer a la final de la Recopa d'Europa l'any 1979, en la qual el Barça guanyà 4 a 3 contra el Fortuna de Düsseldorf. També va ser titular a la final de la Recopa de 1982, que el Barça va guanyar a l'Standard de Lieja per 2-1 al Camp Nou.
Els títols que va guanyar amb el FC Barcelona foren: una lliga espanyola (1984-1985), tres recopes d'Europa (1978-1979, 1981-1982 i 1988-1989) i tres copes del rei (1980-1981, 1982-1983 i 1987-1988). Va jugar 35 partits amb la selecció espanyola, amb la qual va quedar subcampió a l'Eurocopa de 1984, jugada a França. Carrasco es va retirar l'any 1992.

## Director tècnic i esportiu
Posteriorment va ser contractat pel Club Deportivo Tenerife com a director esportiu de l'entitat, càrrec que va ocupar durant els anys 2003, 2004 i 2005; i durant la segona meitat de la temporada 2005-2006 va ser entrenador de l'Atlético Malagueño, però no va aconseguir evitar el descens a Segona divisió B, que igualment era inevitable pel descens a Segona divisió del Málaga CF. A la temporada 2007-2008, el Reial Oviedo es va fer amb els seus serveis com a nou tècnic, però va ser cessat de manera fulminant amb l'equip immers en el play-off d'ascens a Segona divisió B, després de la contundent derrota al primer partit de la promoció i un posterior enfrontament amb l'afició.

## Comentarista
Un cop retirat com a jugador es va dedicar durant uns anys a treballar de comentarista esportiu en diversos mitjans de comunicació. Va ser, juntament amb Michael Robinson, presentador del programa El día después, de Canal Plus. També va ser comentarista de la Cadena SER amb José Ramón de la Morena al programa El larguero i va comentar, entre d'altres, la Copa del Món de futbol de 1994 disputada als Estats Units d'Amèrica. A més, va participar al programa de telerealitat Football Cracks i va estar de comentarista als programes Punto Pelota (Intereconomía TV) i Tiki-Taka (Cuatro).
Actualment, és columnista del diari Mundo Deportivo, en què analitza el FC Barcelona, i tertulià al programa El chiringuito de Jugones (LaSexta).

## Palmarès com a jugador

### FC Barcelona
- 1 Lliga espanyola de futbol (1985)
- 3 Recopes d'Europa (1979, 1982 i 1989[12])
- 3 Copes del Rei (1981, 1983, 1988)
- 1 Supercopa d'Espanya (1984)
- 2 Copes de la Lliga (1982 i 1986)